# Добринка (Польща)
Добринка (пол. Dobrynka) — село в Польщі, у гміні Піщаць Більського повіту Люблінського воєводства.
Населення — 538 осіб (2011).

## Історія
За даними етнографічної експедиції 1869—1870 років під керівництвом Павла Чубинського, у селі переважно проживали греко-католики, які розмовляли українською мовою.
За німецької окупації під час Другої світової війни у селі діяла українська школа, учитель — Іваньчук. У 1943 році в селі мешкало 308 українців та 441 поляк.
Як звітував командир сотні УПА Іван Романечко («Ярий»), у другій половині березня 1946 року польська банда вбила в селі 3 українців. 15 червня 1946 року польська банда Армії Крайової наказала усім українцям до кінця дня покинути село, погрожуючи в іншому разі вбивством.
За польськими підрахунками станом на 27 червня 1947 року, у громаді Добринка налічувалося 80 українців, які підлягали виселенню у північно-західні воєводства згідно з планом депортації українського населення у рамках операції «Вісла».
У 1975—1998 роках село належало до Білопідляського воєводства.

## Населення
Демографічна структура станом на 31 березня 2011 року:
|          | Загалом | Допрацездатний вік | Працездатний вік | Постпрацездатний вік |
| -------- | ------- | ------------------ | ---------------- | -------------------- |
| Чоловіки | 271     | 51                 | 187              | 33                   |
| Жінки    | 267     | 58                 | 137              | 72                   |
| Разом    | 538     | 109                | 324              | 105                  |